# Belsenberg

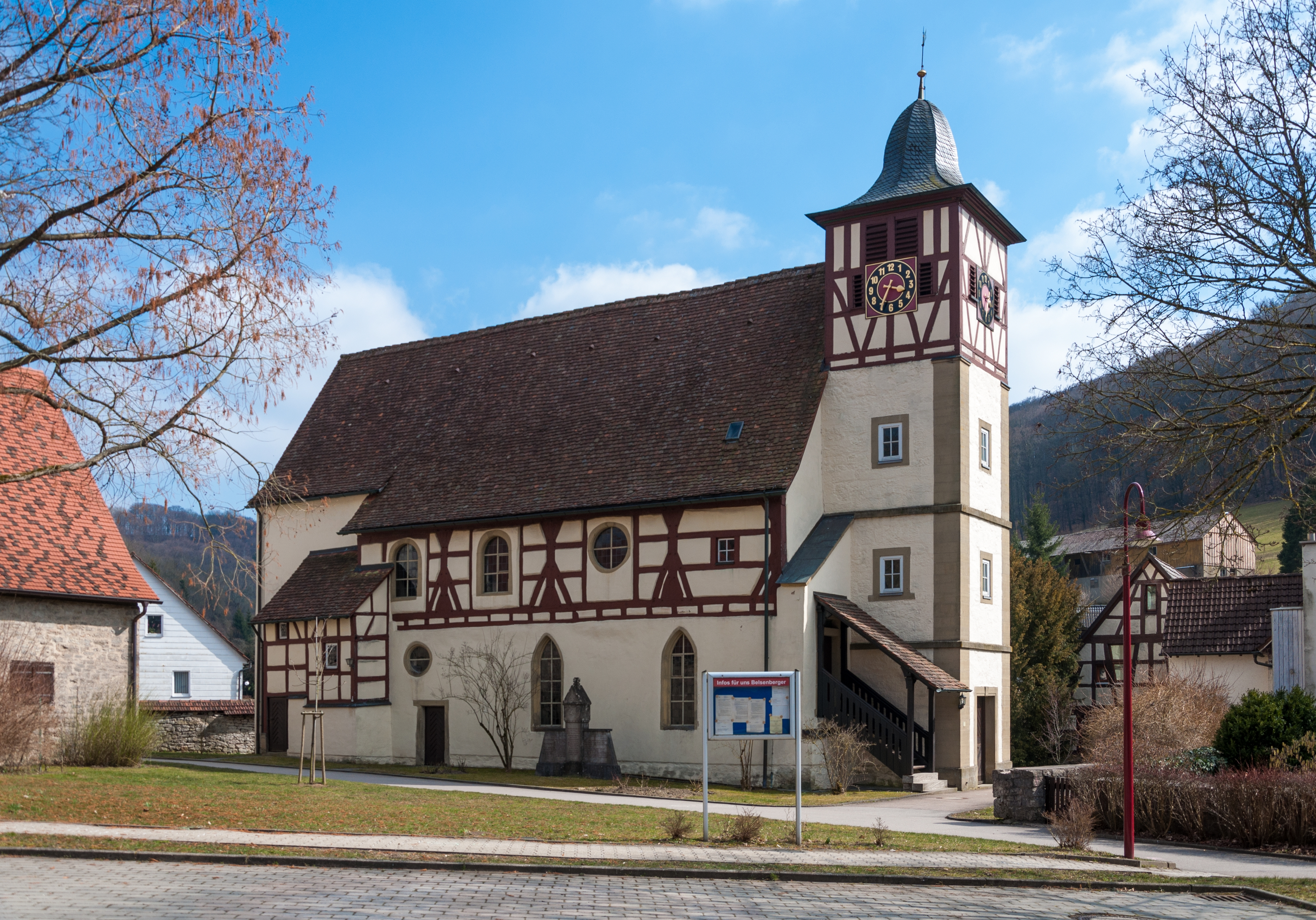
Evangelische Kirche in Belsenberg (2013)

Belsenberg ist der nördlichste Stadtteil der baden-württembergischen Kreisstadt Künzelsau im Hohenlohekreis.

## Lage
Belsenberg liegt knapp drei Kilometer nördlich der Stadtmitte von Künzelsau auf einer Höhe von 256 m ü. NN in einer Talspinne. Dieser fließt von Südosten her der Deubach zu, der sich durch sie etwa 2 km vor seiner Mündung in den Kocher beim Stadtteil Nagelsberg auf Südsüdwestlauf wendet und hier erst seinen etwa gleich langen rechten Oberlauf Österbach, gleich darauf noch von Norden her den kurzen Füllbach aufnimmt.
Auf der Gemarkung von Belsenberg liegen auf der Hochebene über den zwei tief eingeschnittenen Bachtälern etwa anderthalb Kilometer östlich der Dorfmitte der Siegelhof auf dem Sporn zwischen den zwei großen Oberläufen, etwas über einen Kilometer nordwestlich rechts des Füllbacheinschnitts der Rodachshof, dahinter im Abstand von weniger als zwei Kilometern ein Einzelhaus am Rand zum Ingelfinger Jägerhaus.
Das Taldorf liegt an der wichtigen Verkehrsachse B 19 zwischen Kocher- und Jagsttal, die von Künzelsau und Nagelsberg her durchs untere Tal naht und es nach einer steilen Steigenstrecke übers Füllbachtal aufwärts verlässt. Am Steigenfuß geht von ihr die L 1022 durchs Österbachtal nach Hermuthausen ab.

## Geschichte
Am 1. Januar 1972 wurde Belsenberg in die Kreisstadt Künzelsau eingegliedert.

## Politik
Ortsvorsteher ist Jochen Jäger (Stand 2011).